# Brachyphymus
Brachyphymus is een geslacht van rechtvleugeligen uit de familie veldsprinkhanen (Acrididae). De wetenschappelijke naam van dit geslacht is voor het eerst geldig gepubliceerd in 1922 door Uvarov.

## Soorten
Het geslacht Brachyphymus omvat de volgende soorten:
- Brachyphymus basuto Dirsh, 1956
- Brachyphymus siloana Willemse, 1994
- Brachyphymus vylderi Stål, 1876